# Église Sainte-Jeanne-d'Arc de Lyon
L'église Sainte Jeanne d'Arc est une église située dans le 3e arrondissement de Lyon.

## Histoire
Elle a été fondée par des grandes familles et firmes locales, Le Nouvelliste de Lyon et des anonymes regroupés sous le nom des « Amis de Jeanne d'Arc » et construite par l'architecte Charles Vial.
Son premier curé était l'abbé Chauve. 

## Description

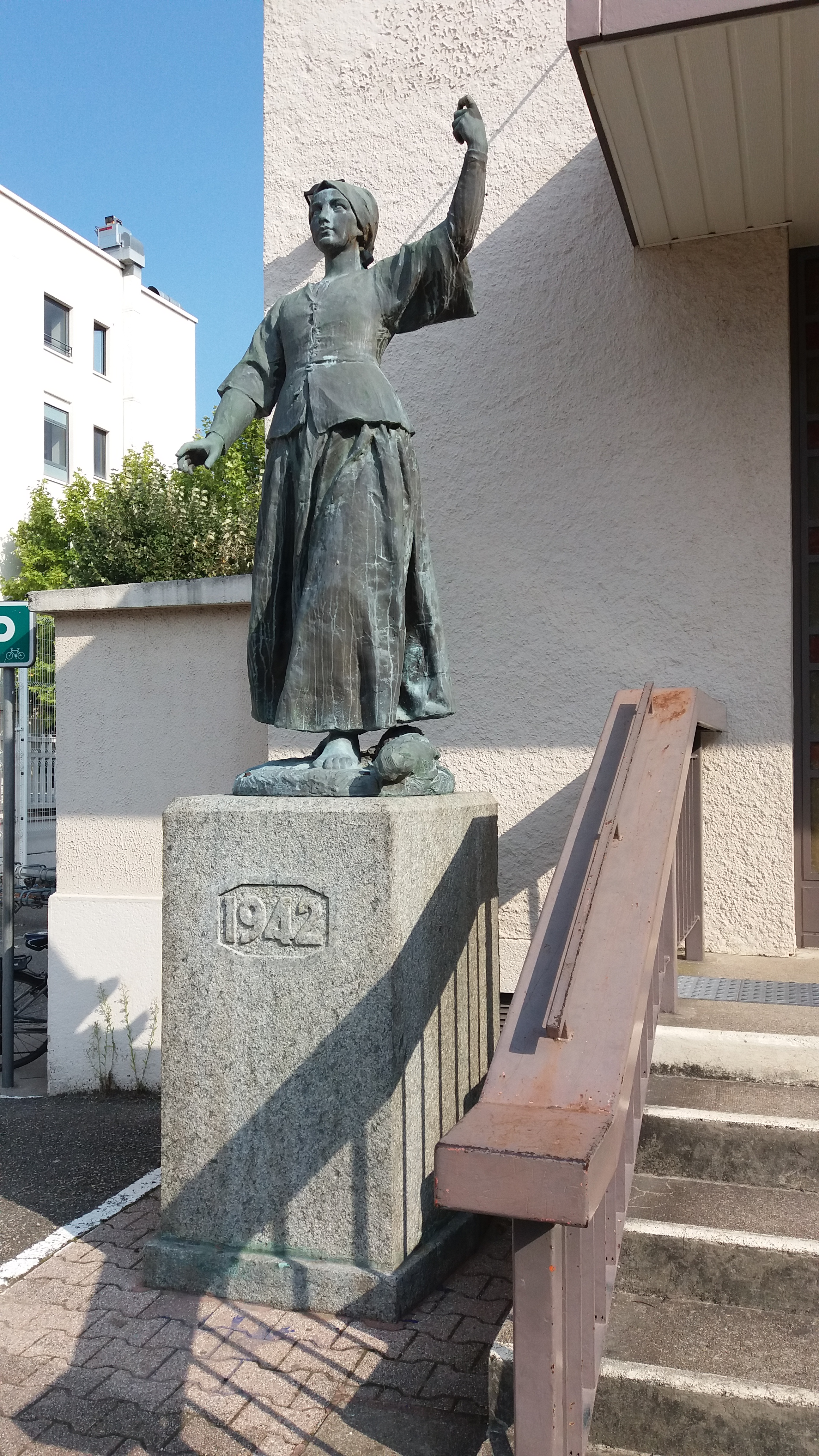
Statue de Jeanne d'Arc.

Cette église d'apparence très simple possède un clocher en ciment au sommet duquel se trouve une croix en fer forgé.
Devant se trouve une statue de Jeanne d'Arc, commandée par un curé qui n'a pu la payer et finalement réglée par le Cardinal Couillé. Elle a un temps été exposée au Grand Séminaire de Francheville mais son style moderne ne plaisait pas, elle a même été surnommée la « Pétroleuse ».